# Янтра
Вижте пояснителната страница за други значения на Янтра.
Янтра (в античността на латински: Iatrus, Ятрус) е река в Северна България, област Габрово – общини Габрово и Дряново, област Велико Търново – общини Велико Търново, Горна Оряховица и Полски Тръмбеш и област Русе – общини Бяла и Ценово, десен приток на река Дунав. Дължината ѝ е 285,5 km, която ѝ отрежда 7-о място сред реките на България. Река Янтра е третият по дължина приток на Дунав в България след Искър и Осъм.

## Географска характеристика

### Извор, течение, устие
Река Янтра извира от северното подножие на връх Атово падало (1495 m) в Шипченска планина на Стара планина, на 1220 m н.в. До град Габрово тече на северозапад в дълбоко всечена и залесена с букови гори долина. Между Габрово и село Янтра пресича в дълбок пролом (Стражански пролом) платото Стражата и се насочва на североизток, като долината ѝ се разширява и по терасите ѝ се появяват обработваеми земи.
След село Ветринци започва средното течение на реката, течението ѝ се насочва на изток, а преди град Велико Търново – на север, където преминава през живописен пролом в чертите на града през Търновските височини. При село Самоводене Янтра излиза от Търновският пролом и навлиза в Дунавската равнина, като оттук до устието ѝ по долината ѝ преминава границата между Средната и Източната Дунавска равнина.
Поради малкия наклон (4,6‰) на течението в Дунавската равнина Янтра прави големи меандри (коефициент на извилистост 3,1 – най-голям за територията на България), особено в района на град Долна Оряховица и селата Върбица и Драганово. След устието на най-големия си приток Росица Янтра се насочва на север, отново обаче с множество меандри и старици (изоставени речни корита). От село Долна Студена течението ѝ става северозападно и между селата Белцов, Джулюница, Новград образува поредния живописен пролом. Влива се отдясно в река Дунав (на 536-и km), на 19 m н.в., на 1,7 km северозападно от село Кривина.

### Водосборен басейн, притоци
Площта на водосборния басейн на Янтра е 7861,6 km2, което представлява 0,96% от водосборния басейн на Дунав, а границите му са следните:
- на запад – с водосборните басейн на река Осъм и малкият приток на Дунав – река Барата;
- на североизток и изток – с водосборните басейни на реките Русенски Лом и Камчия;
- на юг – с водосборния басейн на река Марица, по-точно с водосборния басейн на река Тунджа.

Водосборният басейн на Янтра е 5-ият по големина в България след тези на Марица, Струма, Искър и Тунджа и обхваща цялата територия на Габровска област, 90% от територията на Великотърновска област, малка част от Ловешка област и Сливенска област, около 40% от Търговишка област и югозападната част на Русенска област.
Водосборната област в Стара планина е залесена главно с широколистни гори. В предпланинския си участък водосборната област на Янтра е добре залесена и затревена. Високостеблените гори отстъпват постепенно мястото си на нискостеблени.
Списък на притоците на река Янтра. След името на реката е отбелязана нейната дължина и площ на водосборния ѝ басейн, а със стрелки → ляв приток ← десен приток:
- → Бялата река
- → Сивяк
- ← Моторски дол
- ← Баландовски дол
- → Паничарка
- ← Жълтешка река (Овчарка)
- → Синкевица
- → Поряздере
- → Селското дере
- ← Белица 57 / 740

- → Дряновска река (Енчовска река) 59 / 336

- → Раковица
- ← Стара река (Лефеджи, Лефеджа) 92 / 2458

- ← Карадере (Долно Карадере) 27 / 124
- ← Голяма река (Биюкдере) 75 / 864

- → Казълдере (Горно Казълдере) 22 / 63 (влива се в язовир „Ястребино")

- → Веселина (Джулюница) 70 / 882

- ← Златаришка река 57 / 187

- ← Костелска река (Марянска река) 20 / 92

- ← Бебровска река (Каменица) 35 / 187

- → Росица 164 / 2262

- ← Лопушница 22 / 148
- → Видима 68 / 554

- ← Граднишка река 21 / 23

- ← Чопарата 21 65
- → Крапец 34 / 140 (влива се в язовир „Александър Стамболийски“)
- ← Негованка 46,3 / 172,7
- ← Бохот (Бохотя, Курудере) 32 / 99

- → Елийска река 32 / 262
- → Студена 45 / 413

### Хидроложки показатели
- Средногодишен отток при гр. Габрово – 4 m3/s;
- Средногодишен отток при гр. Велико Търново – 11,9 m3/s;
- Средногодишен отток при с. Каранци – 36,8 m3/s.

Янтра е река със значителни сезонни колебания. В Стара планина максималният отток е през месеците март-юли, дължащ се на снеготопенето, а в Дунавската равнина – януари-юли. Минималният отток е в периода от август до октомври. През пролетното пълноводие протича около 70 – 80% от годишния отток, а през лятно-есенното маловодие – 9 – 10%.
Подхранването на Янтра е смесено – дъждовно, снегово и от карстови подземни води. В Стара планина подхранването е предимно от снежни и дъждовни води, а в Предбалкана и от подземни карстови води.
Много често Янтра причинява наводнения, поради което почти по цялото ѝ в Дунавската равнина, левият ѝ нисък бряг е коригиран с водозащитни диги.

## Селища
По течението на реката са разположени 27 населени места, в т.ч. 5 града и 22 села:
- Област Габрово

- Община Габрово – град Габрово;
- Община Дряново – Янтра;

- Област Велико Търново

- Община Велико Търново – Ветринци, Пушево, Леденик, Шемшево, град Велико Търново, Самоводене;
- Община Горна Оряховица – Първомайци, град Горна Оряховица, Правда, град Долна Оряховица, Върбица, Драганово;
- Община Полски Тръмбеш – Петко Каравелово, Раданово, Каранци;

- Област Русе

- Бяла – Полско Косово, град Бяла, Стърмен, Ботров;
- Община Ценово – Долна Студена, Белцов, Джулюница, Беляново, Новград, Кривина.

## Стопанско значение, природни забележителности
Водите на река Янтра, особено в долното течение, в Дунавската равнина се използват главно за напояване. Нейните леви, горни притоци (река Паничарка със своите притоци) са източник на питейна вода, язовир „Христо Смирненски" за град Габрово и много от селищата в региона. Поречието ѝ се използва и за производство на електроенергия. Тук са изградени ВЕЦ-вете: „Янтра“, „Малуша“ и „Любово“.
По цялото протежение на долината на реката преминават пътища от Държавната пътна мрежа:
- 43,6 km от първокласен път № 5 Русе – Стара Загора – Маказа, в т.ч.:

10,6 km в района на град Габрово;
9,3 km между Велико Търново и село Самоводене;
23,7 km между село Петко Каравелово и град Бяла;
- второкласен път № 54 Вардим – Бяла, в участъка от село Ценово до Бяла, на протежение от 8,2 km.

По долината на реката в участъка от Велико Търново до Бяла, преминава част трасето на жп линията Русе – Стара Загора – Подкова.
На десния бряг на Янтра преди Габрово се намира етнографският комплекс Етъра, а в чертите на град Велико Търново – живописният пролом на реката в Търновските височини, по бреговете на който (на хълма Царевец) се намира старата столица на България.
В близост до град Бяла се намира Беленският мост построен от Кольо Фичето през 1865 – 1867 г.

## Топографска карта
- Лист от карта K-35-39. Мащаб: 1 : 100 000.
- Лист от карта K-35-28. Мащаб: 1 : 100 000.
- Лист от карта K-35-27. Мащаб: 1 : 100 000.
- Лист от карта K-35-16. Мащаб: 1 : 100 000.